# Port lotniczy Golmud
Port lotniczy Golmud (IATA: GOQ, ICAO: ZLGM) – port lotniczy położony 12 km od Golmud, w Qinghai, w Chińskiej Republice Ludowej. 

## Linie lotnicze i połączenia
| Linia Lotnicza         | Kierunek                       |
| ---------------------- | ------------------------------ |
| China Eastern Airlines | 1. Xi’an                       |
| Tibet Airlines         | 1. Chengdu-Shuangliu 2. Xining |
| West Air               | 1. Lhasa 2. Zhengzhou          |